# موتورولا ديفي (موبايل)
موتورولا ديفي (بالإنجليزية: Motorola Defy)‏ هو هاتف ذكي من موتورولا للهواتف النقالة يعمل بنظام أندرويد، تم طرحه في الأسواق في 1 أكتوبر 2010.

## معرض صور

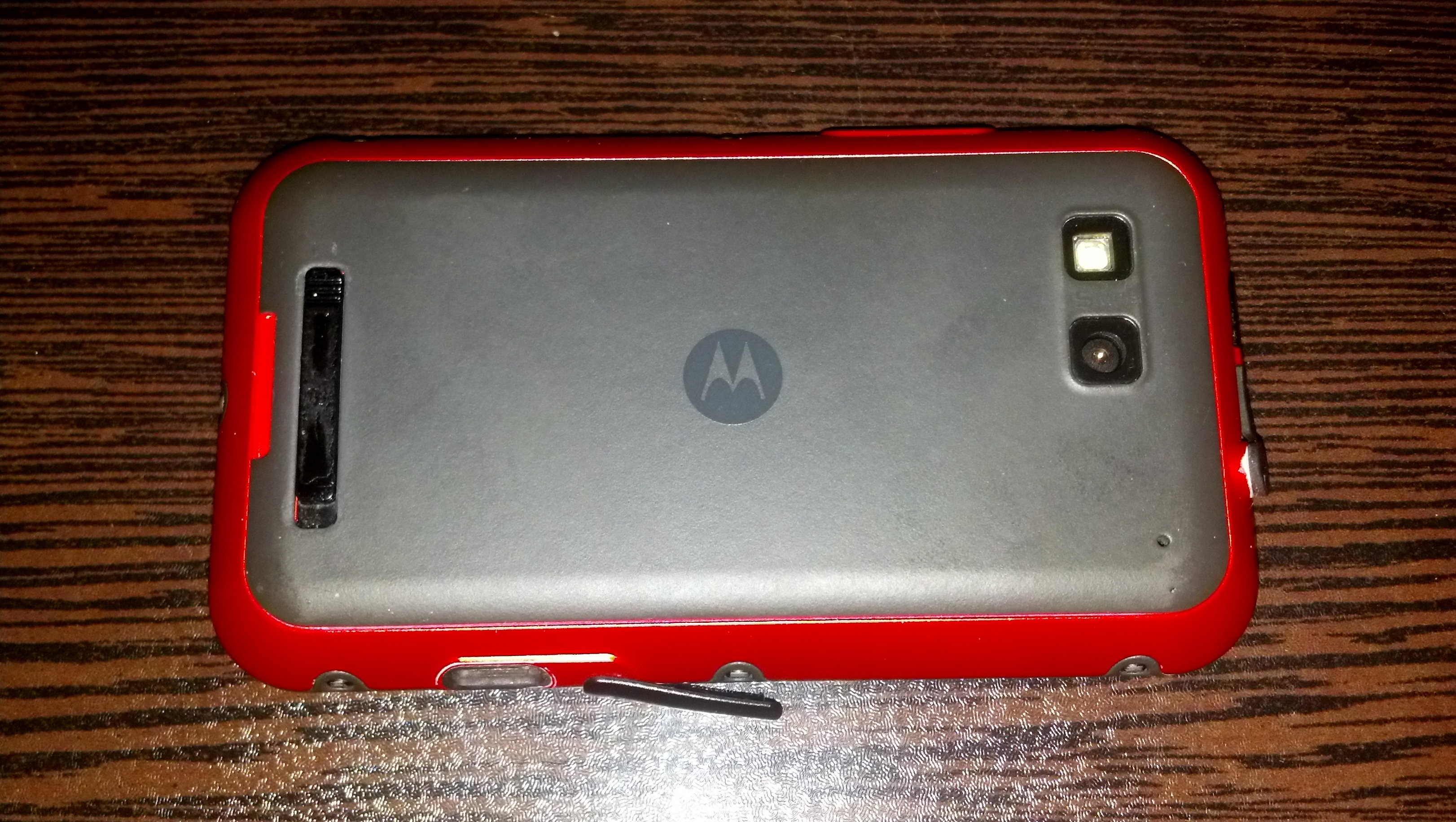
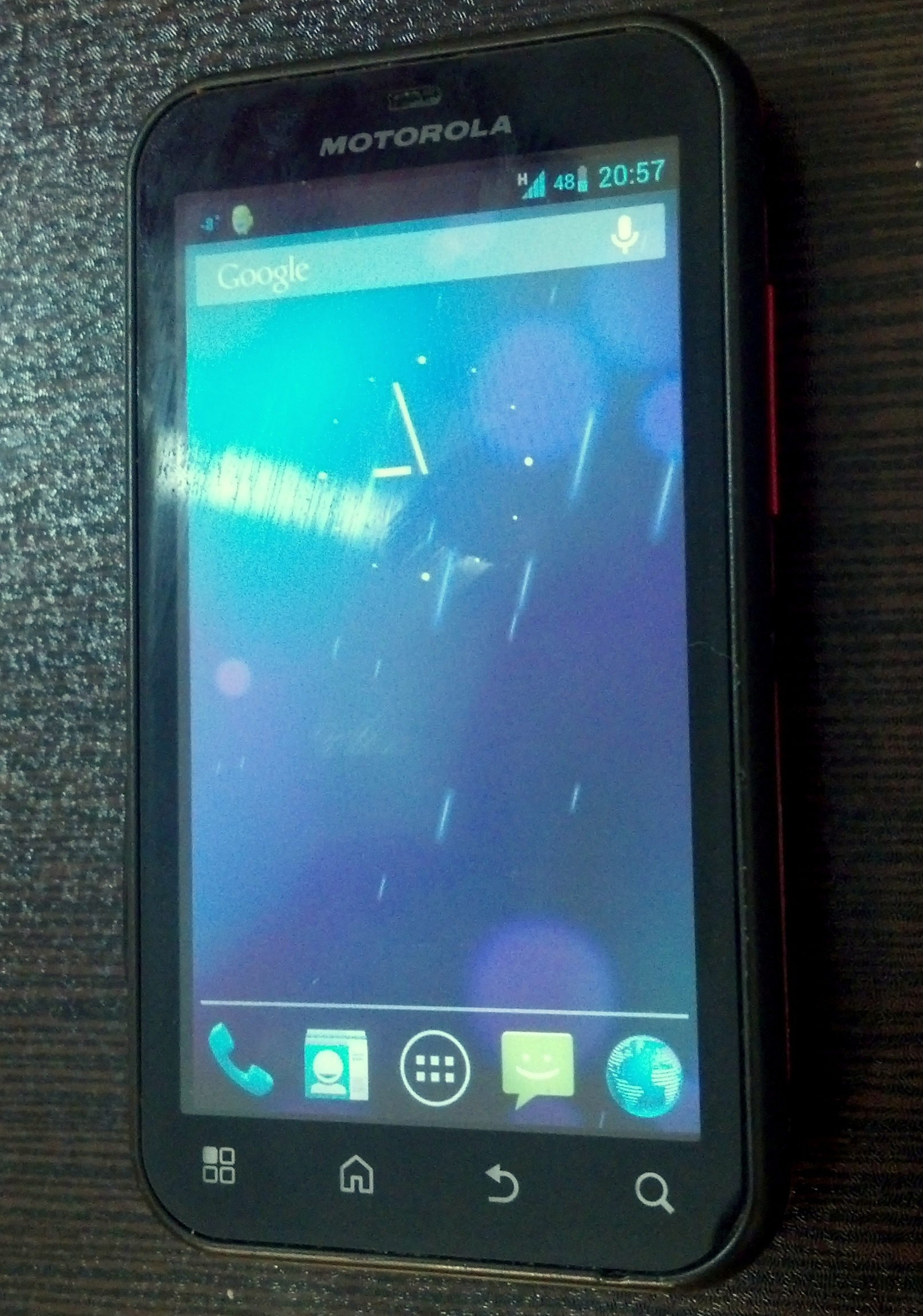
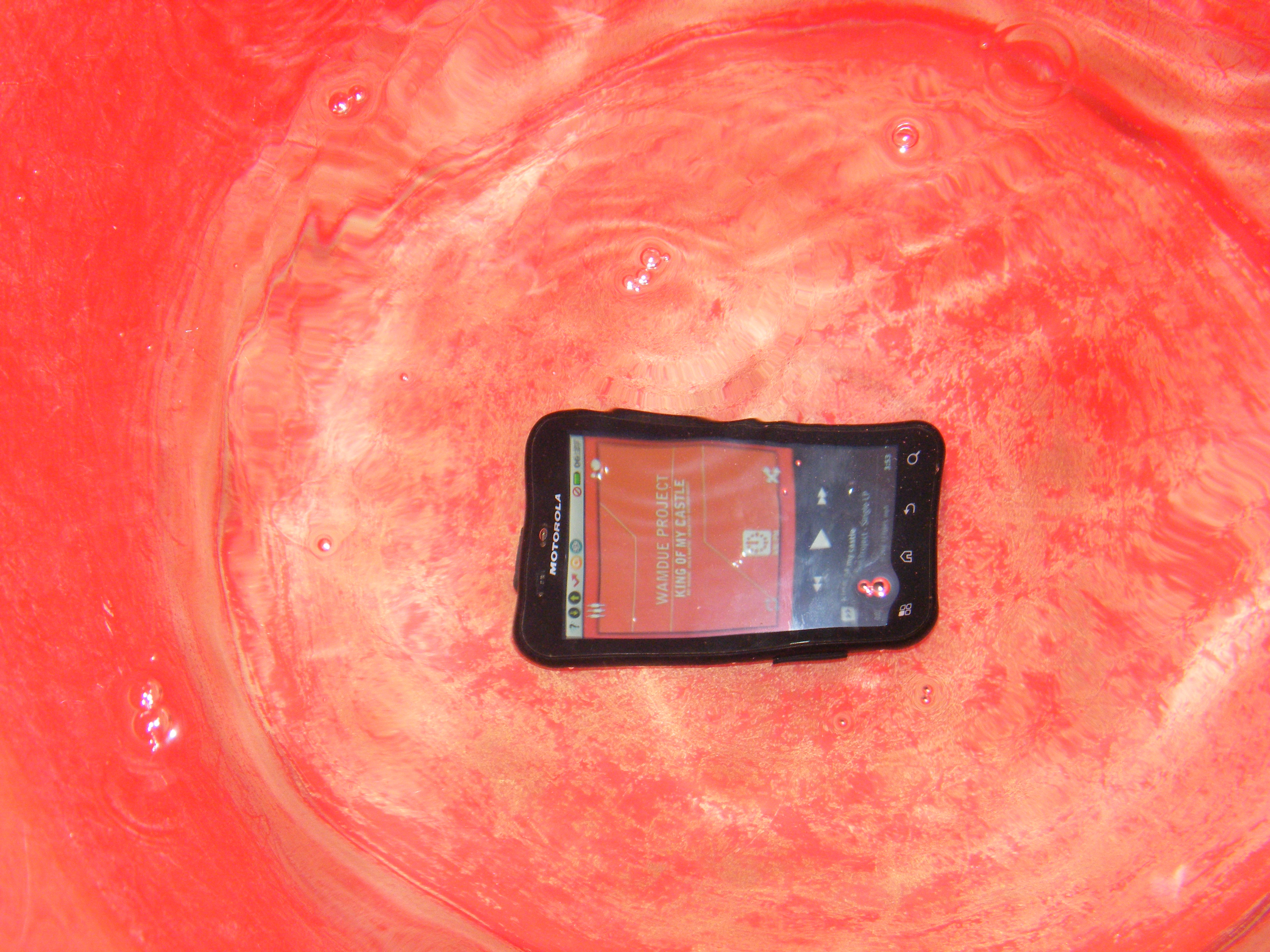
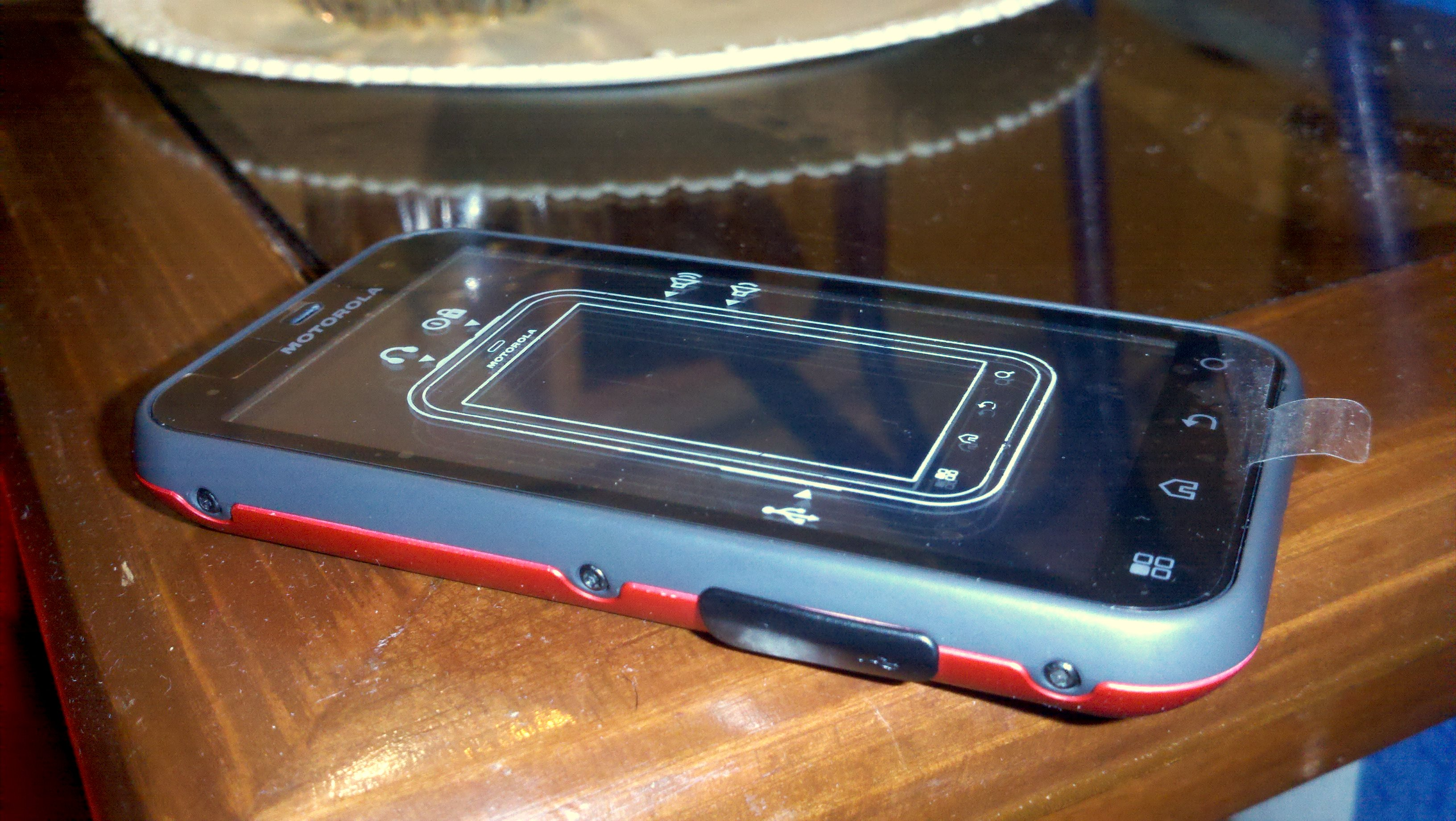

## الخصائص
- نظام التشغيل: أندرويد
- الكاميرا الخلفية: 5 ميجابكسل
- الوزن: 118.0 غرام (4.16 أونصة)
- الذاكرة: 512 ميجابايت رام
- التخزين: 1.2 جيجابايت